# Mario Onaindia
Mario Onaindia Natxiondo (Lequeitio, 13 de enero de 1948 - Vitoria, 31 de agosto de 2003) fue un político español. Miembro de Euskadi Ta Askatasuna (ETA) en los años sesenta y, tras su escisión, de ETA (pm); más tarde fue parlamentario vasco y dirigente de Euskadiko Ezkerra y, finalmente, senador por el Partido Socialista de Euskadi-Euskadiko Ezkerra (PSE-EE), federación vasca del PSOE.
También destacó por su actividad en la Fundación para la Libertad, movimiento cívico vasco a favor de las libertades y la democracia. Como consecuencia de su evolución política, fue considerado un "renegado" desde algunos sectores del nacionalismo vasco y durante sus últimos años vivió con escolta por la amenaza terrorista de ETA.

## Biografía
En 1966, siendo empleado de banca y militante del clandestino Partido Nacionalista Vasco, entra en la organización Euskadi Ta Askatasuna (ETA). Cuando en la V Asamblea de ETA, celebrada ese mismo año, la organización se escinde en dos, ETA Berri ('Nueva ETA') y ETA Zaharra ('Vieja ETA'), Mario Onaindia permanece, con la mayoría de la militancia, en esta última. Sin embargo, tiene ciertas simpatías por la llamada corriente obrerista que da lugar a ETA Berri y participará en algunos foros de debate y encuentros organizados por esta organización, cuya cabeza visible es Patxi Iturrioz, con quien compartirá trayectoria política años más tarde.
Fue detenido en un piso franco de Bilbao el 9 de abril de 1969. En el célebre proceso de Burgos (1970) fue acusado, junto con los demás procesados, del asesinato del comisario Melitón Manzanas, bandidismo, subversión social y terrorismo. Se le condenó a dos penas de muerte y 51 años de prisión, pero las movilizaciones populares en Euskadi y en toda España, así como las peticiones internacionales, hicieron que Francisco Franco conmutase su pena de muerte por la de reclusión.
En 1973 se celebró la segunda VI Asamblea de ETA; la primera, celebrada en 1970 y que sería el origen del partido trotskista LKI ('Liga Comunista Revolucionaria', por sus siglas en euskera), fue considerada nula por el sector minoritario de la organización que se escindió de la misma conservando el nombre de ETA. La asamblea de 1973 se realizó en dos partes; en la segunda de las cuales resurgió la antigua discrepancia entre los que abogaban por la prioridad absoluta de la actividad armada y quienes deseaban su supeditación a las luchas políticas, que finalmente se escindieron en dos organizaciones: ETA militar o ETA (m), y ETA político-militar o ETA (pm), respectivamente. Mario Onaindia se encuadró en esta última, mayoritaria.
Tras pasar ocho años encerrado, fue excarcelado al decretarse la amnistía de todos los presos políticos tras la muerte de Franco. Sin embargo, el 22 de mayo de 1977 fue extrañado en Bélgica con estatuto de refugiado político, junto con Jokin Gorostidi, Xabier Larena, Teo Uriarte y Unai Dorronsoro, regresando el 23 de julio de ese mismo año.
A su regreso Onaindia participó en la creación de Euskal Iraultzarako Alderdia (EIA, 'Partido para la Revolución Vasca'), del que fue elegido secretario general. Esta organización y Euskadiko Mugimendu Komunista (EMK, 'Movimiento Comunista de Euskadi', heredero de ETA Berri) crearon una coalición llamada Euskadiko Ezkerra ('Izquierda de Euskadi', EE), que posteriormente se trasformaría en partido político, con Onaindia como secretario general, al fusionarse EIA y otros sectores de la izquierda vasca no ligada a ETA.
En los debates internos que vivió la nueva organización acerca de la oportunidad de hacer públicas las discrepancias con los métodos de ETA, Onaindia fue uno de los artífices del abandono de la lucha armada y del progresivo acercamiento de su partido al PSOE. En 1982, la facción VII de ETA (pm) decidió autodisolverse y reinsertarse en la sociedad, proceso que culminó con éxito gracias a las conversaciones del propio Onaindia, Juan María Bandrés y el ministro del interior Juan José Rosón.
Onaindia fue miembro del Parlamento Vasco entre 1980 y 1990 por Euskadiko Ezkerra y senador por Guipúzcoa en 1993. Ese año, EE se integró en el Partido Socialista de Euskadi-PSOE, cuya denominación pasó a ser Partido Socialista de Euskadi-Euskadiko Ezkerra (PSE-EE), por el que Onaindia fue senador por Guipúzcoa en 1996, quinta y sexta legislaturas, y presidente del PSE-EE de Álava hasta su muerte.
Falleció el 31 de agosto de 2003 a los 55 años de edad en el hospital vitoriano de Txagorritxu por un cáncer intestinal diagnosticado tres años antes.

## Obra literaria
Se doctoró en Filología inglesa y en Filología hispánica, fue uno de los creadores de la Fundación Viridiana para el guion de cine, pionera en España, y escribió numerosos ensayos, artículos, novelas y relatos tanto en euskera como en castellano. Entre la extensa producción de Onaindia destacan Grand Placen aurkituko gara (Grand Place), Gau ipuinak (Cuentos nocturnos), Gilen Garateako Batxilera (La tau y el caldero), Carta abierta sobre los prejuicios nacionalistas, Guía para orientarse en el laberinto vasco, La construcción de la nación española. En 2001, escribió un libro de sus memorias: El precio de la libertad y a título póstumo se publicaron la continuación de sus memorias El Aventurero Cuerdo: Memorias (1977-1981).

## Reconocimientos
En mayo de 2003, recibió el III Premio José Luis López de Lacalle por sus publicaciones en defensa de la libertad y contra el terrorismo. 
En diciembre de 2003, se le otorgó a título póstumo la Orden del Mérito Constitucional que recogió su viuda Esozi Leturiondo en 2004. Posteriormente Leturiondo también fue elegida representante de Álava en el Parlamento Vasco por el PSE-EE en las legislaturas VIII y IX, en 2004 y 2009 respectivamente.
En septiembre de 2009 se creó en su honor la Fundación Mario Onaindia.

## En la cultura popular
En marzo de 2011 la directora Ana Murugarren terminó de rodar una miniserie televisiva sobre la vida de Onaindia durante la transición española, titulada El precio de la libertad. Le interpretó el actor Quim Gutiérrez.